# David Klapetek
David Klapetek (Opava, 17 giugno 1967) è un ex cestista e allenatore di pallacanestro ceco, fino al 1992 cecoslovacco.

## Carriera
Con la Rep. Ceca ha disputato i Campionati europei del 1999.